# Rainer Schulze (Linguist)
Rainer Schulze (* 7. Juli 1952 in Dortmund) ist ein deutscher Anglist.

## Leben
Schulze studierte von 1974 bis 1978 Englisch und Sozialwissenschaften an den Universitäten Münster und Essen. Im Jahr 1978 legte er das Erste Staatsexamen an der Universität Essen ab. Im Jahre 1983 wurde er dort mit einer Arbeit zu Höflichkeit im Englischen promoviert. Nach seiner Habilitation 1990 an der Universität Essen mit einer Schrift zur Behandlung von phrasal verbs und Präpositionen im Kontext eines Kognitiven Grammatikmodells wurde er zum Hochschuldozenten befördert. Es folgten kurzzeitige Lehrstuhlvertretungen an der Universität in Hannover (damals noch Technische Universität Hannover), bevor er im Frühjahr 1994 einen Ruf auf eine Professur für Englische Sprachwissenschaft an der Universität Hamburg annahm. Im Herbst 1994 nahm er den Ruf auf den Lehrstuhl für Englische Sprachwissenschaft am Englischen Seminar der Universität Hannover an.

## Schriften (Auswahl)
Monographien
- Sprachliche Raumwahrnehmung. Untersuchungen zu ausgewählten Präpositionen des Englischen im Rahmen der Kognitiven Grammatik. Unveröffentlichte Habil.-Schrift (1990)
- Höflichkeit im Englischen. Zur linguistischen Beschreibung und Analyse von Alltagsgesprächen. Mit einer Zusammenfassung in englischer Sprache (= Tübinger Beiträge zur Linguistik Band 255). Tübingen: Gunter Narr Verlag, 1985

Sammelbände
- Re-assessing Modalising Expressions: Categories, Co-text, and Context (with Pascal Hohaus). Amsterdam and Philadelphia: John Benjamins, 2020
- The Exercise of Power in Communication. Devices, Reception and Reaction (with Hanna Pishwa). Houndmills: Palgrave Macmillan, 2015
- The Expression of Inequality in Interaction. Power, Dominance, and Status (with Hanna Pishwa). Amsterdam and Philadelphia: John Benjamins, 2014.
- Patterns, Meaningful Units and Specialized Discourses (with Ute Römer). Amsterdam and Philadelphia: John Benjamins, 2010.
- Exploring the Lexis-Grammar Interface (with Ute Römer). Amsterdam and Philadelphia: John Benjamins, 2009.
- Making Meaningful Choices in English. On Dimension, Perspectives, Methodology and Evidence. Tübingen: Gunter Narr Verlag, 1998.
- Understanding the Lexicon. Meaning, Sense and World Knowledge in Lexical Semantics (with Werner Hüllen). Tübingen: Max Niemeyer Verlag, 1988.
- Perspectives on Language in Performance. Studies in Linguistics, Literary Criticism, and Language Teaching and Learning. To Honour Werner Hüllen on the Occasion of his Sixtieth Birthday. 2 volumes (with Wolfgang Lörscher). Tübingen: Gunter Narr Verlag, 1987.
- Tempus, Zeit und Text (mit Werner Hüllen). Heidelberg: Winter, 1985.
- Grundlagen der Mehrsprachigkeitsforschung. Forschungsrahmen, Konzepte, Beschreibungsprobleme, Fallstudien (mit Joachim Raith und Karl-Heinz Wandt). Wiesbaden und Stuttgart: Franz Steiner Verlag, 1986.

Aufsätze zu
- Fremdsprachendidaktik
- Diskurs-/Gesprächsanalyse
- Höflichkeitsforschung
- Kognitive Linguistik: Kognitive Grammatik, konzeptuelle Metapherntheorie, Kategorisierung
- Britischer Kontextualismus: Kollokation, Kolligation, semantische Präferenz, semantische/Diskursprosodie
- Frame Semantik
- Konstruktionsgrammatik
- Rhetorik
- Brexit und darüber hinaus

Buchreihe
- Language-in-Performance (LiP-series beim Gunter Narr Verlag)